# Systems in Blue
Systems in Blue ist ein deutsches Musikprojekt, das 2003 von den ehemaligen Studiosängern von Modern Talking und Blue System unter der Leitung von Rolf Köhler und Thomas Widrat gegründet wurde.

## Geschichte
Im Jahr 2000 kam es zum Bruch zwischen Dieter Bohlens Studiosängern Rolf Köhler, Detlef Wiedeke, Michael Scholz und der Plattenfirma Sony BMG, als diese für ihre Arbeit im Studio mehr Geld verlangten, was zu einer Beendigung der Zusammenarbeit führte. Als sich Köhler mit seinen Vorwürfen, dass Bohlen niemals selbst auf einer CD gesungen habe, an die Öffentlichkeit wenden wollte, zahlte die Plattenfirma umgerechnet 50.000 Euro an die drei Sänger.
Um den altvertrauten Sound am Leben zu erhalten, wurde 2003 das Musikprojekt Systems in Blue gestartet, der Name soll eine Anspielung an das frühere Projekt Blue System sein, auch das Logo wurde kopiert und der Sound war eine 1:1-Nachahmung der frühen Musikrichtung von Blue System.
Noch vor der Jahreswende spielten die Musiker drei Titel ein, Thomas Widrat übernahm dabei die Textdichtung.
Ein halbes Jahr später wurde die erste Single Magic Mystery veröffentlicht, welche die Spitze der European Dance Charts erreichte. Die zweite Single, Winner, enthält einen Song, welcher mit Judith Burmeister, einer ausgeschiedenen DSDS-Kandidatin, eingesungen wurde. Der kommerzielle Erfolg sowie ein Charteinstieg blieb bei beiden Veröffentlichungen aus. Als letzte Vorabsingle wurde Point of No Return veröffentlicht, mit welcher die Band einige kleinere Fernsehauftritte im ZDF – Guten Morgen absolvierten. Kurze Zeit später kam dann auch das gleichnamige Album auf den Markt. Es folgten Touren, welche die Band von Deutschland über Israel bis nach Sibirien führte.
Im Jahr 2005 drehte die Band ihr erstes Video 1001 Nights, welches 2006 auf der gleichnamigen vierten Single veröffentlicht wurde. Im selben Jahr entstanden auch Zusammenarbeiten mit anderen Musikern, beispielsweise produzierte Systems in Blue die Single Ich will alles und noch mehr von Tommy Fischer und einige Stücke der Sängerin Patty Ryan. Auch wurde die gemeinsame Single mit Mark Ashley Give a Little Sweet Love produziert und veröffentlicht.
Im Sommer 2007 wurde die Single Voodoo Queen veröffentlicht, ehe sich die Band zurückzog, um an ihrem neuen Album zu arbeiten.

### Tod Rolf Köhlers
Im September 2007 erlitt Köhler einen Schlaganfall, welchem er Tage später im Krankenhaus erlag. Der Rest der Band stoppte daraufhin die Arbeit am neuen Album, auf der Internetseite der Band und auf stern.de wurde jeweils ein Nachruf veröffentlicht.
Eine Veröffentlichung des neuen Albums konnte somit vor Weihnachten 2007 nicht realisiert werden. Daher wurde die Veröffentlichung des Albums verschoben und die Single Dr. No vorgezogen. Im März 2008 erschien schließlich das Album Out of the Blue. Der erneute Versuch, die deutschen Charts zu erreichen, schlug ein weiteres Mal fehl. Kurze Zeit später erschien das Album Heartbreak Boulevard von Mark Ashley, welches ebenfalls von Systems in Blue produziert wurde.
Im Mai 2008 verließ der Textautor Widrat aus persönlichen Gründen die Band.
Anfang 2009 erschien die Single System in Blue, welche ein Re-Release der gleichnamigen Fansingle aus dem Jahre 2005 darstellte. Die Band plante zudem auch die Veröffentlichung einer zweiten Singleauskopplung aus dem Album Out of the Blue. Aufgrund von Differenzen mit ihrem Label wurde die Single schließlich aber nur digital veröffentlicht. Im Frühjahr 2009 erschien stattdessen das Remixalbum Heaven and Hell.
Nach einer Pause präsentieren Systems in Blue im Herbst 2017 ihr drittes Album und führen ihr Projekt in neuer Formation im bekannten Stil fort.

## Systems in Blue als Produzenten
Wie auch in der Zeit vor Systems in Blue fungieren die Bandmitglieder oft als Produzenten für andere Musiker: Beispielsweise engagierten sie die ausgeschiedene DSDS-Kandidatin Burmeister als Sängerin für das Lied Only 4 You, welches auf der Single Winner vorhanden ist. Es wurden allerdings auch einige Tonträger veröffentlicht, welche nur von Systems in Blue produziert wurden.
- 2000: Single: Its haahd se Dieter tuh bie von Dieter Talking
- 2005: Single: Ohne dich von Elisa
- 2005: Single: I Gave You All My Love von Patty Ryan mit zwei Songs von Systems in Blue
- 2006: Single: Ich will alles und noch mehr von Tommy Fischer
- 2008: Album: Heartbreak Boulevard von Mark Ashley

## Diskografie

### Studioalben
- 2005: Point of no Return
- 2008: Out of the Blue
- 2017: Melange Bleu (The 3rd Album)
- 2020: Blue Universe (feat. D. O. Passion & MS Project & Michael Scholz) (The 4th Album)

### Singles
- 2004: Magic Mystery
- 2004: Winner (feat. Judith B.)
- 2005: Point of no Return
- 2006: 1001 Nights
- 2006: Give a Little Sweet Love (feat. Mark Ashley)
- 2007: Voodoo Queen
- 2008: Dr. No
- 2009: System in Blue (Maxi-Single)
- 2009: Heaven and Hell (nur als Downloadsingle)
- 2012: Made in Heaven - DJ Deep Hitmix 2k12 (nur als Downloadsingle)
- 2017: Take it like a Man
- 2017: She's a Gambler
- 2018: There's no Heart - Special 80's Maxi Single
- 2019: Blue Horizons (nur als Downloadsingle)
- 2020: Play for me the Melody of Love (nur als Downloadsingle)
- 2021: Don't walk into the Light (nur als Downloadsingle)
- 2022: Look up

### EPs
- 2015: Back in Blue (nur als Download-EP)
- 2016: Back in Blue

### Kompilationen & Remixalben
- 2009: Heaven and Hell - The Mixes
- 2010: The Big Blue Megamix
- 2011: Symphony in Blue – The Very Best of
- 2012: Voices from Beyond
- 2013: Mega Bluebox

### Fan-CDs
Folgende Maxi-CDs wurden in geringer Auflage veröffentlicht, sie enthalten teilweise vorher unveröffentlichte Lieder und konnten nur bei der Band selbst bestellt werden:
- 2004: Winner (Special Fan-Edition)
- 2005: System in Blue (Single)
- 2005: Sexy Ann
- 2008: Jeannie Moviestar (feat. Mark Ashley)

### DVDs
- 2005 Systems In Blue & Patty Ryan live in Essen (auf DVD-R)
- 2006 Behind the Scenes 1001 Nights (auf DVD-R)
- 2006 Essen 2006 (auf DVD-R)